# Calinaga sudassana
Calinaga sudassana är en fjärilsart som beskrevs av Mellvill 1893. Calinaga sudassana ingår i släktet Calinaga och familjen praktfjärilar. Inga underarter finns listade i Catalogue of Life.